# سر الزيت
سر الزيت رواية لوليد دقة هي العمل الأول لليافعين ضمن ما يمكن تسميته بأدب السجون الفلسطيني. الرواية تعرض قصة الطفل «جود» الذي يستعين بأصدقائه الحيوانات الأرنب السمّور، والعصفور أبو ريشة، وبراط الحمار، وأم رومي شجرة الزيتون، والقط الخنفور، والكلب أبو ناب لزيارة أبيه السجين، وهي نموذج لأدب المغامرات الذي يعيش أبطاله في ظل الاحتلال، وما تستدعيه الظروف من ضرورة التخفي دون مغادرة عالم الأطفال والخيال. ومن الجدير ذكره أن الرواية حصلت على جائزة «اتصالات لكتاب الطفل لعام 2018» لفئة اليافعين، في 31 أكتوبر من العام الماضي، وذلك في المعرض الدولي للكتاب في الشارقة  -الإمارات، والتي تعتبر واحدة من أهم الجوائز المتعلقة بأدب الأطفال واليافعين/ات في العالم العربي.

## عن كاتب الرواية
وليد نمر دقة، مواليد عام 1961 في باقة الغربية عام 1948. اعتقل في العام 1986، وحكم بالسجن المؤبد، وقضى حتى الآن 33 عاماً في سجون الاحتلال الإسرائيلي. حصل أثناء فترة اعتقاله على درجة الماجستير في العلوم السياسية، وأنجز العديد من الدراسات والمقالات، بالإضافة إلى نصوص سياسية وثقافية، من أهمها دراسة «صهر الوعي»، ونص «الزمن الموازي» الذي يتناول تجربة الأسر، وتم تحويله إلى عرض مسرحي الذي يشرح حالة السجين ونظام حياته، في الأسر، واصفاً هذه الحياة بأنها تسير في زمن موازٍ للزمن الذي يعرفه بقية الناس، ولمن لا يضربه برد السجون.. يجسد الأسير وليد دقة معاناة خاصة لأسرى الداخل، ما قبل أوسلو.
ويعتبر كتابه هذا «حكاية سر الزيت» تجربته الأولى في الكتابة لليافعين، والتجربة الفلسطينية الأولى لليافعين في أدب السجون.
وفق أقوال نادي الأسير الفلسطيني إن سلطة السجون الإسرائيلية فرضت مجموعة من العقوبات على الأسير وليد دقة بعد نشر كتابه «حكاية سرّ الزيت».